# Drosophila leukorrhyna
Drosophila leukorrhyna är en tvåvingeart som beskrevs av Pipkin 1964. Drosophila leukorrhyna ingår i släktet Drosophila och familjen daggflugor.
Artens utbredningsområde är Panama.